# (6039) Parménide
(6039) Parménide, désignation internationale (6039) Parmenides, est un astéroïde de la ceinture principale.

## Description
(6039) Parménide est un astéroïde de la ceinture principale. Il fut découvert par Eric Walter Elst le 3 septembre 1989 à l'observatoire de Haute-Provence. Il présente une orbite caractérisée par un demi-grand axe de 3,4131 UA, une excentricité de 0,0573 et une inclinaison de 13,1080° par rapport à l'écliptique.
Il fut nommé en hommage au philosophe grec présocratique Parménide d'Élée.

## Compléments